# Sven Braun
Sven Braun, född 10 november 1918 i Malmö, död 3 april 1989, var en svensk jurist som var lagman i Ystads tingsrätt från 1977 till 1985.
Braun blev juris kandidat vid Lunds universitet 1942 och genomförde tingstjänstgöring 1942-1945 innan han 1945 blev fiskal vid hovrätten över Skåne och Blekinge. Han blev rådman i Malmö rådhusrätt 1965 och i Malmö tingsrätt 1971-1977. Han var lagman i Ystads tingsrätt 1977-1985.
Braun var son till kronokamrer Hjalmar Braun och hans maka Gertrud, född Rude. Han var från 1943 gift med Elsa, fil kand, född Ysberg 1918.